# Svarttjärnen (Åre socken, Jämtland, 704954-134004)
Svarttjärnen är en sjö i Åre kommun i Jämtland och ingår i Indalsälvens huvudavrinningsområde.